# 61-й Полоцкий укреплённый район
Полоцкий укреплённый район, 61-й укреплённый район — комплекс оборонительных сооружений между Полоцком и Ветрино, возведённый в числе первых на оборонительной линии в СССР в период с 1927 по 1932 год вдоль старой границы с Польшей (в немецких документах получившей название Линии Сталина) и формирование РККА Вооружённых Сил СССР. Оказал беспрецедентное по длительности (20 дней) сопротивление наступлению вермахта, что было одним из факторов срыва гитлеровского плана "Барбаросса".
Сокращённое наименование укрепления — Полоцкий укрепрайон, Полоцкий УР, ПоУР. Предшественник — Полоцкий узел обороны, преемник — Полоцко-Себежский укреплённый район.
Сокращённое наименование формирования — 61 ур.

## Ресурсы
Протяжённость ПоУР по фронту составляла 56 километров. На этом отрезке было построено 203 долговременные огневые точки (ДОТ), из них 10 противотанковых, с башнями от Т-26.  Глубина ПоУР на главных направлениях (Бигосовском у Боровухи 1-й в северном секторе и Ветринском у Фариново в южном секторе) достигала 5 км, а на второстепенных — около 2 км. Наименьшее расстояние до государственной границы СССР с Польшей составляло 4 км. ПоУР протянулся с севера на юг от деревни Борки на реке Дрисса и посёлка Боровуха 1-я на севере до южного берега озера Гомель и деревни Гомель — между Полоцком и Ветрино. Основные объекты располагались по восточному берегу реки Ушача от места её впадения в Западную Двину и на юг.
Каждый дот оборонялся стрелковыми группами в предполье, где создавалось минимум по два дзота. Рылись также окопы, стрелковые ячейки, создававшие полевое заполнение для дотов как станового хребта обороны.

## Значение
УР выполнил своё предназначение, в июне — июле 1941 года на протяжении двадцати суток защитники Полоцкого укреплённого района сдерживали продвижение нескольких немецких дивизий вглубь советской территории на северном фланге центрального участка советско-германского фронта.

## История

### Укрепления
В 1922 году в рамках программы строительства укреплений «линии Троцкого» на границе СССР были продолжены работы по совершенствованию прежних и строительству новых дерево-земельных укреплений. В 1924 году штаб Западного военного округа начал разработку проекта Полоцкого укреплённого района.
В проекте внимание сосредотачивалось на укреплении северо-западного сектора, в первую очередь района станции Боровухи-1 и севернее неё. В 1925 году в районе Боровухи-1 4-й сапёрный батальон приступил к дорожным работам, а 1-я телеграфно-строительная рота к проводке линий связи. К выполнению работ привлекалось местное население и личный состав расквартированных в Полоцке воинских частей.
Подготовительные работы по строительству Полоцкого УРа начались в 1927 году. План оборонительных работ Белорусского военного округа на 1927 — 1928 годы предусматривал постройку 40 огневых точек: в северо-западном секторе (район Боровухи 1-й) — 24; в предмостной позиции (район Черноручья) — 16. Планировалось построить наблюдательные пункты, коммуникации. Реализовать планы удалось частично.
В 1928 году были построены первые 4 ДОТа на правом берегу Западной Двины: у деревни Экимань точка № 1, у хутора Бондаренки точка № 4 (проект военного инженера Залесского); у деревни Черноручье точка № 5, в лесу Бельчица, недалеко от дороги на Чашники, точка № 6 (проект военного инженера И. О. Белинского). Они прикрывали пути к Полоцку: с юга — из Лепеля, с юго-запада — железная дорога из Молодечно, с запада — дорога из Дисны. У посёлков Экимань и Ксты расположились одноэтажные огневые точки с пятью амбразурами. В мае — июне 1928 года было установлено вооружение и оборудование, в июле — произведены испытания, в частности, пулемётных станков (испытания макетов проводились в деревне Белая, ныне Азино, в 4-х км от станции Боровухи-1).
В 1930 году было построено 47 сооружений батальонных районов обороны (БРО) «Ф» и «Х» на фариновском направлении. В 1931 году развернулось крупномасштабное строительство более 250 железобетонных оборонительных сооружений. К 1932 году строительство было в основном завершено. В последующие годы проводилось лишь совершенствование УР.
Строительство ПоУРа курировали М. Н. Тухачевский и командующий Белорусским военным округом И. П. Уборевич.
В 1939 году, после изменения государственной границы, боевые сооружения, оставшиеся в тылу УР, были законсервированы.

### Формирования
В мае 1936 года на базе Управления строительных работ № 27 ВС СССР, в Витебской области, сформирована 50-я стрелковая дивизия («УРовская дивизия») для охраны и обороны Полоцкого укреплённого района.
К началу 1940 года в состав ПоУР входили:
- штаб;
- 9-й отдельный пулемётный батальон (9 опулб);
- 10-й отдельный пулемётный батальон (10 опулб);
- 11-й отдельный пулемётный батальон (11 опулб).

В июне 1940 года, в связи с сокращением, из трёх батальонов формируются 9-й отдельный пулемётный батальон (9 опулб) с дислокацией в Березовке и 10-й отдельный пулемётный батальон (10 опулб) с дислокацией в Боровухе 1-й. Формировалась 232-я отдельная рота связи (232 орс), которая дислоцировалась в посёлке Зуи.
28 августа 1940 года штаб ПоУРа, 9 опулб и 232 орс были переданы Гродненскому укреплённому району. В Полоцке остался 10 опулб для охраны ДОТов, городков и складов.
5 октября 1940 года Полоцкий и Себежский укреплённые районы были объединены в Полоцко-Себежский УР в составе 25-го и 133-го отдельных артиллерийско-пулемётных и 156-го отдельного пулемётного батальонов.
На 22 июня 1941 года  УР включал в себя:
- управление.
- 25-й отдельный пулемётный батальон 61-го укреплённого района (25 опулб 61 ур), в ДА в период с 22 июня по 28 сентября 1941 года[5].
- 156-й отдельный пулемётный батальон 61-го укреплённого района (156 опулб 61 ур), в ДА в период с 22 июня по 28 сентября 1941 года[5].
- 257-й отдельный пулемётный батальон (опулб) 58-го и 61-го укреплённых районов[5], командир капитан Попков, сформирован в июне 1941 года в Москве[6], в ДА в период с 22 июня по 26 июля 1941 года, позднее обращён на доукомплектование 258 опулб 58 и 61 ур.
- 258-й отдельный пулемётный батальон[6] 58 и 61 ур, командир майор Ушаков, в ДА в период с 22 июня по 31 июля 1941 года, позднее расформирован[5].

## Типовые сооружения Полоцкого укрепрайона
Основными оборонительными сооружениями ПоУРа являлись доты. В 1938 году огневая система ПоУРа насчитывала 263 пулемётные огневые точки на 452 станковых пулемёта и 10 противотанковых огневых точек вооружённых 45-мм пушками в башнях танков Т-26.
Бетонная защита ДОТов на главных направлениях была способна выдержать попадание снаряда 203-мм гаубицы. В УРе имелись также сооружения для пунктов управления, системы связи, склады боеприпасов, убежища для войсковых подразделений и боевой техники, предусматривалась система заграждений, траншей, укрытий. В мирный период предполагалось занять полосу УРа частями двух стрелковых дивизий и корпусной артиллерией. Оборонительная полоса Полоцкого УРа состояла из 11 батальонных и 2-х ротных районов.

## Штурм Полоцкого укрепрайона
Ещё до начала Великой Отечественной войны в район Полоцка начали перебрасывать 22-ю армию генерал-лейтенанта Ф. А. Ершакова из Уральского военного округа (6 полностью укомплектованных стрелковых дивизий), к началу войны прибыли 3 дивизии. 27 июня 1941 года в Полоцк прибыли основные силы 174-й стрелковой дивизии комбрига А. И. Зыгина (на утро 22 июня она ещё находилась в пункте постоянной дислокации).
Приказом № 1 от 29 июня А. И. Зыгин подчинил себе части 61-го укрепрайона: 25-й отдельный пулемётный батальон (опулб) под командованием капитана С. Е. Калгашкина, 156-й опулб, 257-й опулб, 258 опулб., а также все части и подразделения в полосе обороны дивизии, в том числе отступившие из западных районов. Благодаря огромной энергии и организаторской работе А. И. Зыгина и его штаба, Полоцкий укрепрайон был приведен в боевую готовность. Его огневую силу составили 390-й гаубичный артполк (убывшей под Лиду 17-й стрелковой дивизии), 56-й корпусной артполк (21-го стрелкового корпуса), пулемётные батальоны, а главной силой стали пехотные части 174-й стрелковой дивизии. Комендантом Полоцкого УРа назначен полковник Н. С. Дэви (бывший начальник штаба «уровской» 50-й стрелковой дивизии).
В записях о ходе боевых действий 3-й танковой группы генерала Г. Гота отмечалось:

Начатое наступление на Полоцк многократно натыкалось на вражеские контратаки и неоднократно приостанавливалось. Руководство войсками у противника отличается энергичностью, чувствуется единство и целеустремлённость в руководстве боевыми действиями. Оборона отличалась самоотверженностью.— Гот, Г. Танковые операции. — М.: Воениздат, 1961
На 6 советских дивизий в районе Полоцка наступали 16 немецких, но немецкое наступление удалось задержать на 22 дня. Когда 9 июля в Витебск ворвалась немецкая 20-я танковая дивизия, то возникла опасность окружения защитников Полоцкого укрепрайона, но они не отступили. Однако начатое немцами 13 июля наступление на Невель им остановить не удалось. Обходя Полоцк с севера, 15 июля немцы перерезали железную дорогу Полоцк—Идрица и захватили часть Полоцка на левом берегу Западной Двины. После этого начался отвод советских войск из Полоцкого укрепрайона к Великим Лукам, но арьергард оставался на позициях до 19 июля.

## Память
- В 2006 году в Полоцком районе состоялось открытие нового историко-культурного комплекса «Поле ратной славы», который находится у деревни Гомель близ трассы Минск-Полоцк[9].
- Восстановлено пять ДОТов. Действует также выставка вооружения под открытым небом. В деревне Гомель размещается экспозиция, посвящённая защитникам Полоцка — солдатам 22-й армии.
- История Полоцкого укреплённого района раскрывается в экспозиции полоцкого Музея боевой славы.